# Republic F-105 Thunderchief
Il Republic F-105 Thunderchief era un cacciabombardiere supersonico statunitense in servizio con l'United States Air Force dal 1958 al 1984. In grado di raggiungere i Mach 2, l'F-105 fu impiegato nel gravoso compito di condurre attacchi al suolo nel Vietnam del Nord durante la guerra del Vietnam e, a causa di queste operazioni, il velivolo ha avuto la particolarità di essere stato l'unico aereo statunitense nella storia ad essere rimosso dalle operazioni a causa dell'alto tasso di perdite in azione. In origine, il Thud, come venne soprannominato dai suoi equipaggi, venne progettato e impiegato come aereo monoposto. In seguito ne venne realizzata una versione biposto Wild Weasel, specializzata nella soppressione dei sistemi di difesa antiaerea nemici (Suppression of Enemy Air Defenses - SEAD), impiegata in Vietnam contro i siti di missili terra aria.
Nato come successore dell'F-100 Super Sabre, l'F-105 fu progettato per impiegare missili e cannone, ma venne specificamente ottimizzato per compiere missioni di penetrazione a bassa quota e ad alta velocità, trasportando al suo interno una bomba nucleare.

## Sviluppo
Nel giugno 1950 l'USAF chiese alla Republic Aviation, già impegnata nello sviluppo del F-84F Thunderstreak, il progetto di un nuovo aereo da bombardamento che avrebbe dovuto esserne il successore.
La missione primaria prevista era il bombardamento in profondità in territorio nemico con una bomba nucleare portata in una stiva interna. Per buona parte della missione il volo sarebbe stato a bassa quota e velocità supersonica.
Le caratteristiche considerate più importanti erano quindi raggio d'azione, capacità di carico e prestazioni di volo a bassa quota, velocità e stabilità, mentre l'agilità venne ritenuta del tutto secondaria.
La direzione del progetto venne affidata ad Alexander Kartveli, già progettista dei P-47 Thunderbolt, F-84 Thunderjet, F84F Thunderstreak ed RF-84F Thunderflash.
Il progetto iniziale, denominato internamente AP-63FBX (Advanced Project 63 Fighter Bomber Experimental), prevedeva un grosso monoreattore con ali a freccia di apertura relativamente limitata.
Il nuovo aereo era praticamente un Thunderflash ingrandito con motore Allison J71 da 6 583 kg di spinta. Erano previsti una velocità massima di 1 480 km/h a 10.668 m, una stiva interna per due bombe convenzionali da 454 kg o una nucleare da 1 544 kg, sei bombe da 454 kg o una nucleare sotto le ali e quattro cannoni T-130 da 15,24 mm nelle radici alari.
Nel febbraio 1952 il progetto venne presentato all'USAF che l'accettò a maggio. A settembre l'USAF assegnò la sigla F-105 ed emise un primo ordine per 199 aerei.
Nel marzo 1953 l'USAF, ritenendo imminente la fine della guerra di Corea, ridusse l'ordine a 37 bombardieri e 9 ricognitori e il modello venne completato nell'ottobre 1953 e presentato all'USAF.
Il progetto venne ampiamente modificato arrivando a prevedere 2 motori J71, una velocità massima di Mach 1,5, lunghezza 18,9 m, un'ala a freccia di 45 gradi con apertura alare di 10,7 m, una stiva ventrale per una bomba convenzionale da 907 kg o nucleare da 1 544 kg o un serbatoio da 1.323 litri, un pilone ventrale con capacità di carico di 907 kg e quattro piloni alari con capacità di carico totale di 1 814 kg.
Durante il progetto le dimensioni e il peso dell'aereo erano cresciuti al punto che sicuramente il motore Allison J71 previsto inizialmente non sarebbe stato adatto. Nel 1953 venne quindi deciso di usare il Pratt & Whitney J75-P-3 da 10 442 kg di spinta con postbruciatore che però era ancora in fase di sviluppo, quindi venne scelto il Pratt & Whitney J57 come motorizzazione provvisoria per i primi prototipi.
Il 28 giugno 1954 l'USAF ordinò 15 aerei con la denominazione ufficiale di F-105A e nel giugno 1955 l'USAF emise un nuovo ordine per sette bombardieri F-105B e tre ricognitori RF-105B.
Il primo prototipo YF-105A (54-0098) compì il primo volo, della durata di 45 minuti, il 22 ottobre 1955 con il capo collaudatore della Republic Russell “Rusty” Roth ai comandi e raggiunse la velocità di Mach 1,2 con un motore Pratt & Withney J57-P-25 da 6 810 kg di spinta.
Il 16 dicembre 1955 al primo YF-105A durante un volo di collaudo in una virata a 1.018 km/h a 5,5G uscì il carrello destro che venne strappato via dal flusso d'aria. L'aereo atterrò sul ventre sul lago asciutto presso la base di Edwards riportando gravi danni alla fusoliera posteriore. Venne rimandato alla Republic, ove si decise che non era più economicamente conveniente ripararlo, quindi venne demolito dopo solo 29 voli per un totale di 22 ore.
Il secondo YF-105A (54-0099) volò per la prima volta il 28 gennaio 1956.
I prototipi YF-105A avevano fusoliera e prese d'aria nelle radici alari simili a quelle degli aerei allora in servizio, i collaudi mostrarono però alcuni problemi di aerodinamica a velocità transonica e di rendimento dei motori simili a quelli del progetto contemporaneo del Convair F-102 Delta Dagger.
Per risolvere questi problemi, la fusoliera venne riprogettata secondo la recente teoria della regola delle aree, la deriva ingrandita e le prese d'aria vennero modificate rendendole a geometria variabile per ottimizzare il flusso d'aria in entrata alle diverse velocità. La nuova versione YF-105B con queste modifiche e motore Pratt & Withney J75 raggiunse la velocità di Mach 2.15.
Nel marzo 1956 l'USAF sostituì l'ordine iniziale per gli F-105A richiedendo 65 F-105B.
Per questa versione erano richiesti radar AN/APG-31 nel muso, sistema di puntamento MA-8 e sistema di bombardamento K-19 per il bombardamento in cabrata anche con bombe nucleari.
Il primo YF-105B (54-0100) compì il primo volo della durata di un'ora il 26 maggio 1956 con il collaudatore della Republic Hank Baird ai comandi.
Questo esemplare a causa della mancata estensione del carrello d'atterraggio atterrò sul ventre con pochi danni ma durante il recupero cadde dalla gru riportando gravi danni alla fusoliera.
Il 19 giugno 1956 l'F-105 venne denominato ufficialmente Thunderchief, continuando la tradizione della Republic iniziata col P-47 Thunderbolt, proseguita con gli F-84 Thunderjet, F84F Thunderstreak, RF-84F Thunderflash e che è successivamente continuata con l'A-10 Thunderbolt II.
Il secondo YF-105B (54-0101) compì il primo volo nel dicembre 1956.
Il 30 gennaio 1957, questo esemplare, a causa della mancata estensione del carrello d'atterraggio atterrò sul ventre, lo stesso avvenne al quarto YF-105B (54-0103).
La causa della mancata estensione del carrello venne identificata nel flusso d'aria dalle prese d'aria al motore che passando in baia carrello provocava un eccessivo risucchio. Il problema venne risolto cambiando il percorso dei condotti dell'aria dalle prese d'aria al motore.
Il primo F-105B di serie compì il primo volo il 14 maggio 1957. All'epoca il Thunderchief era il più grande aereo monoposto esistente e lo sarà negli anni a venire.
Nel 1957 l'USAF chiese una nuova versione da impiegare come bombardiere ognitempo in grado di portare una bomba nucleare Mk43 sotto le ali o la fusoliera.
L'USAF prevedeva di ordinare 1.500 F-105D, ma l'entrata in servizio dell'F-4 Phantom II, più versatile e sicuro poiché bimotore, spinsero i vertici politici e militari ad imporne l'uso all'USAF per sostituire anche il Thunderchief.
Furono prodotti complessivamente 833 F-105 Thunderchief compresi i prototipi.
Negli anni cinquanta vennero progettati altri aerei supersonici siglati con numeri successivi al cento, che assieme al Thunderchief vengono a volte indicati collettivamente come “serie 100” o “Century series”. Questi aerei sono il North American F-100 Super Sabre, il McDonnell F-101 Voodoo, il Convair F-102 Delta Dagger, il Lockheed F-104 Starfighter, ed il Convair F-106 Delta Dart.

## Tecnica

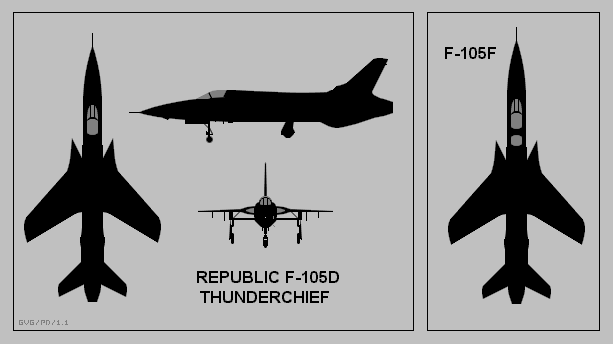

L'F-105B era un monoreattore monoposto ad ala media a freccia di 45 gradi con struttura interamente metallica. L'ala era dotata, come di consuetudine, di alettoni, flap slat e spoilers.
L'impennaggio era di tipo classico con piani di coda interamente mobili posti nella parte inferiore della fusoliera posteriore. L'aereo era pure dotato di una pinna ventrale sotto la fusoliera posteriore.
Il carrello d'atterraggio era triciclo con carrelli principali a ruota singola rientranti nelle ali e carrello anteriore a ruota singola rientrante nel muso.
L'F-105B era dotato di un parafreno dal diametro di 6,1 m alloggiato alla base della deriva e di un gancio d'arresto.
L'F-105B era dotato di un aerofreno in coda costituito da quattro petali che si aprivano attorno all'ugello del motore. L'apertura dei petali era di 90 gradi in volo per tutti i quattro petali mentre in atterraggio l'apertura dei petali superiore ed inferiore era limitata rispettivamente per non interferire col paracadute frenante e per non urtare la pista.
La cabina del pilota aveva il tettuccio apribile verso l'indietro, il seggiolino eiettabile era di progettazione e produzione Republic.
Il motore era un turbogetto General Electric J75-P-5 da 10 442 kg di spinta con postbruciatore. Le prese d'aria a geometria variabile erano nelle radici alari.
La capacità dei serbatoi interni era di 3 878 litri in tre serbatoi in fusoliera, più due serbatoi esterni da 1 700 litri l'uno ai piloni alari interni, uno da 2.457 litri al pilone ventrale ed uno da 1 474 litri nella stiva interna.
L'F-105B era dotato di una sonda retrattile per il rifornimento in volo sul lato sinistro del muso.
Il velivolo era dotato di due piloni sotto ogni ala più una stiva interna ventrale delle dimensioni di 4,82 m × 0,81 m × 0,81 m per carico bellico convenzionale o una bomba nucleare da 1 544 kg.
Se la stiva non era usata per carico bellico, poteva essere installato un pilone ventrale in grado di portare un lanciatore multiplo MER (Multiple Ejector Rack) con sei bombe M117 da 372 kg.
Il carico complessivo dell'F-105B era di 5 448 kg, comprendente:
- bombe al napalm BLU-27 da 377 kg;
- bombe non guidate M.117 da 372 kg;
- bombe non guidate Mk.82 da 227 kg, a caduta libera o frenate (Snakeye);
- bombe non guidate Mk.83 da 454 kg;
- bombe non guidate Mk.84 da 907 kg.

L'F-105B poteva portare missili AIM-9 Sidewinder ai piloni alari esterni.
L'armamento fisso dell'F-105B era costituito da un cannone M61A1 Vulcan a sei canne rotanti da 20 mm da 6.000 colpi al minuto con 1.028 colpi sul lato sinistro del muso.
L'abilitazione al volo sull'F-105 richiedeva per i piloti di F-100 Super Sabre una 40ina di ore di teoria in aula e circa 6 ore di volo d'addestramento e familiarizzazione.

## Avionica
L'avionica dell'F-105B comprendeva:
radar AN/APG-31 nel muso;
sistema di puntamento MA-8;
sistema di bombardamento K-19;
sistema di controllo del volo General Electric FC-5 con autopilota;
sistema di navigazione doppler AN/APN-105.

## Versioni
- YF-105A

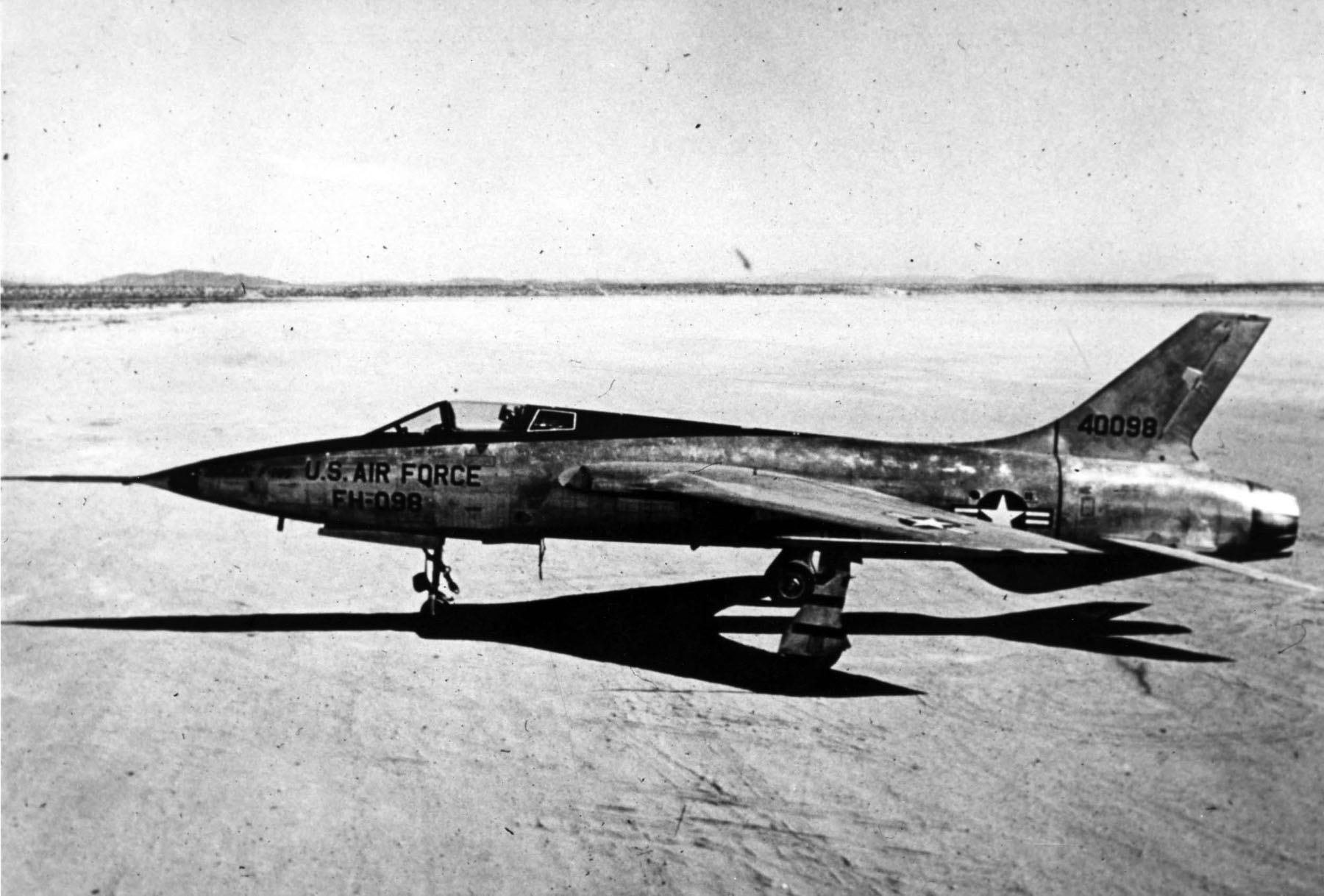
Il Republic YF-105A

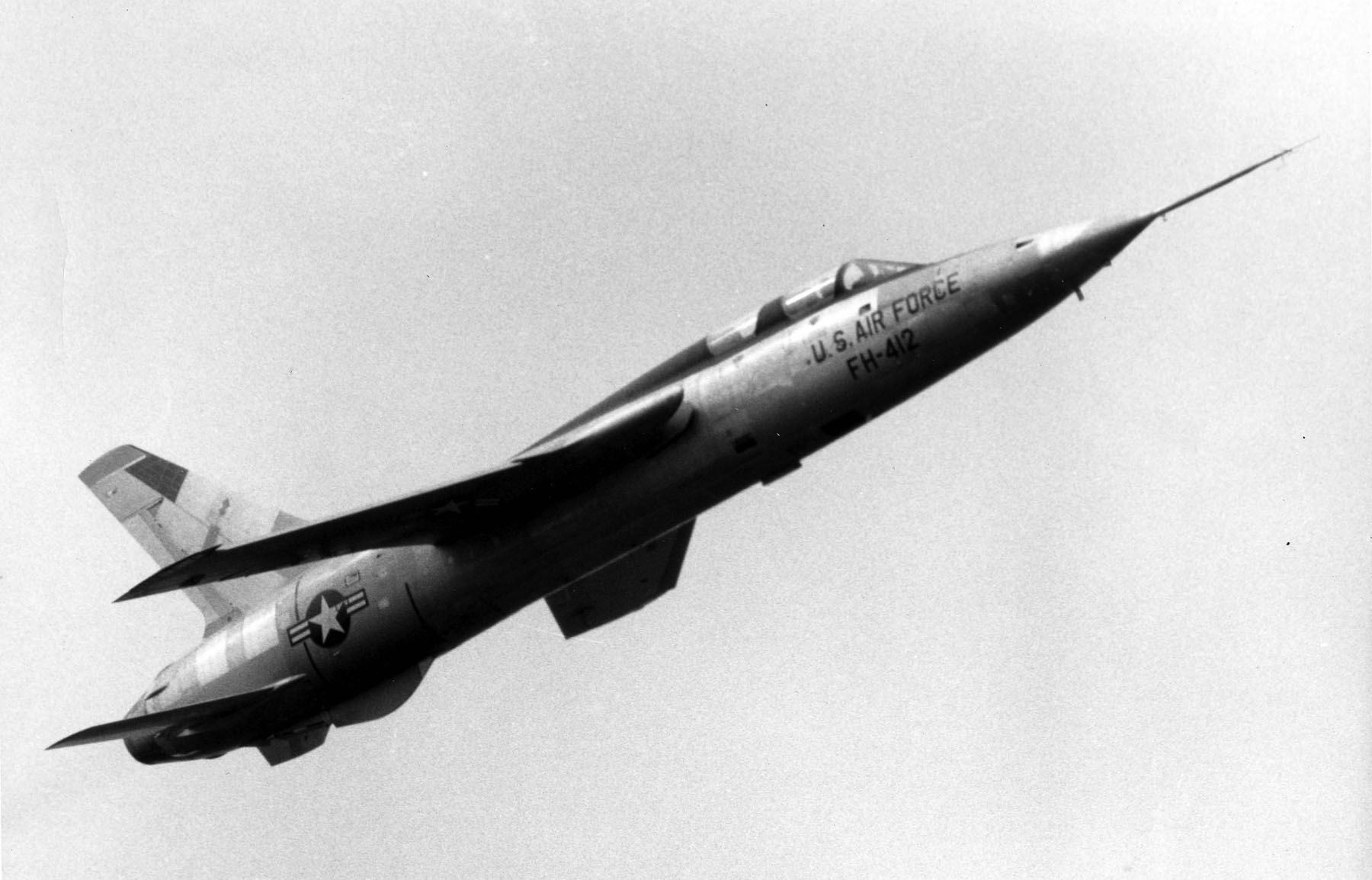
Un Republic F-105F

Due prototipi (54-0098 e 54-0099) con motore Pratt & Whitney J57 da 6 810 kg di spinta con postbruciatore.
Le prese d'aria nelle radici alari erano fisse e di forma ellittica.
Le dimensioni erano:
lunghezza 18,6 m;
apertura alare 10,6 m;
altezza 5,3 m;
superficie alare 35,8 m².
- YF-105B

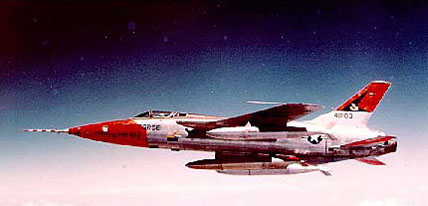
YF-105B in volo

Quattro prototipi (da 54-0100 a 54-0103) con motore Pratt & Whitney J75.
Le dimensioni erano le stesse degli YF-105A a parte la lunghezza aumentata a 19,2 m e l'altezza aumentata a 6 m.
- F-105B

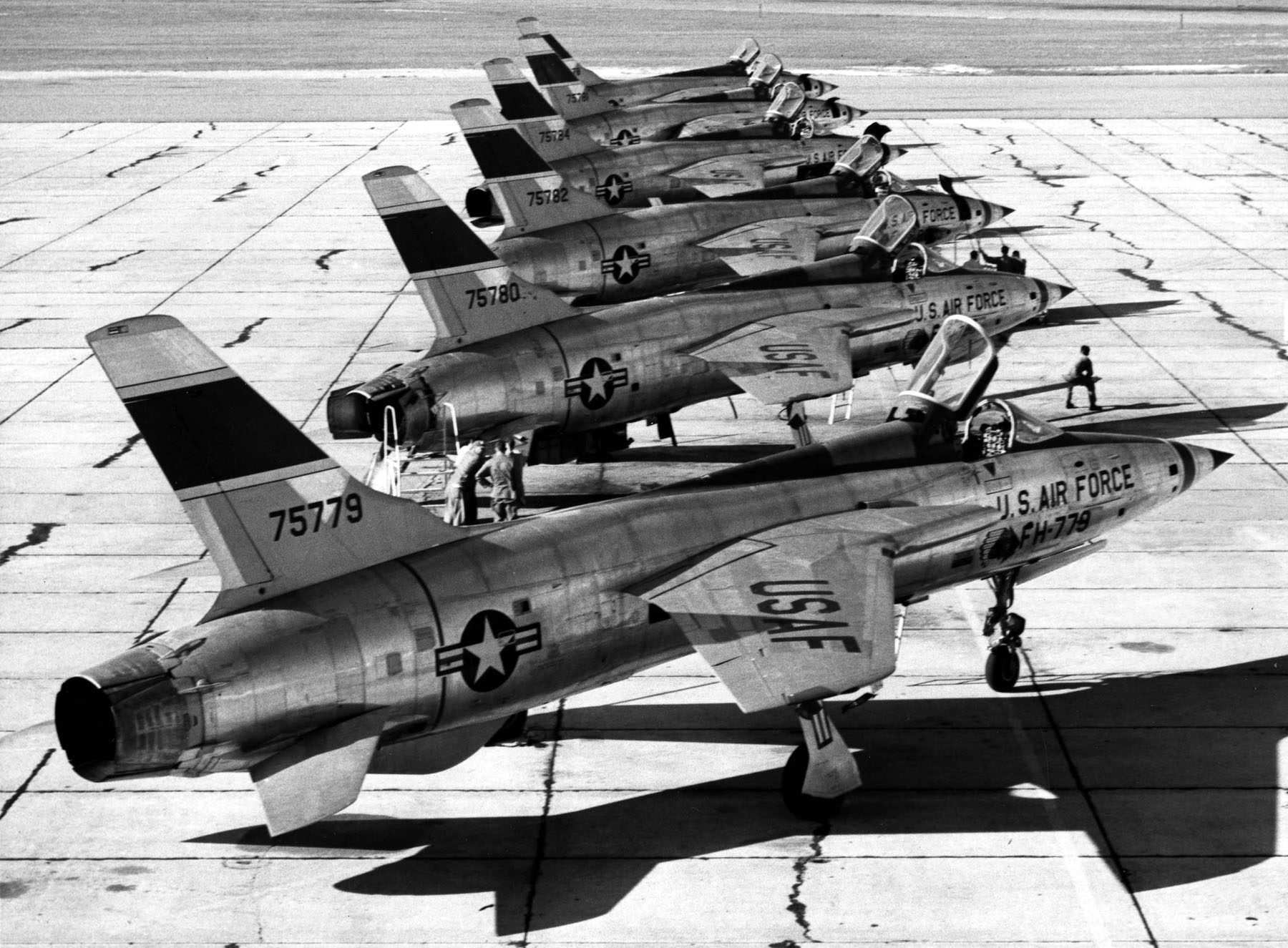
Allineamento di F-105B

Prima versione cacciabombardiere ognitempo.
I primi avevano motore J75-P-5 da 10 442 kg di spinta, i successivi J75-P-19 da 11 123 kg di spinta.
Le dimensioni erano le stesse degli YF-105B. Il peso a vuoto era di 11 738 kg, massimo al decollo di 23 608 kg. L'F-105B aveva una velocità massima di 2 230 km/h (Mach 2,1) a 10 973 m e 1 390 km/h (Mach 1,13) al livello del mare.
L'autonomia di trasferimento era di 3 057 km, il raggio d'azione di 322 km.
Il primo volo di un F-105B avvenne il 14 maggio 1957.
Vennero prodotti 75 aerei di questa versione tra il maggio 1956 ed il dicembre 1959.
- RF-105B

Versione da ricognizione derivata dall'F-105B con nella fusoliera anteriore il sistema di ricognizione fotografica KS24A comprendente cinque cineprese orientate in posizione verticale ed obliqua.
L'USAF scelse come ricognitore l'RF-101C Voodoo per cui l'RF-105B venne cancellato.
Dei 17 aerei previsti vennero costruite parzialmente solo tre cellule poi completate come JF-105B.
- JF-105B

Tre aerei costruiti partendo dalle cellule incomplete di RF-105B ed utilizzati dalla Republic per prove.
Il primo JF-105B (54-0105) volò per la prima volta il 18 luglio 1957.
I tre JF-105-B vennero impiegati fino al 1961.
- F-105C

Versione biposto da addestramento derivata dall'F-105B in risposta ad un requisito dell'USAF del 1956 non prodotta in serie. La Republic presentò all'USAF un mock-up ricavato dalla fusoliera poi utilizzata per il primo JF-105B.
L'USAF nel giugno 1956 ordinò sei F-105C, ma l'anno successivo la versione venne cancellata per riduzione costi.
- F-105D

Versione definitiva di serie cacciabombardiere ognitempo con radar NASARR R-14A, sistema di gestione dell'armamento AN/ASG-19 Thunderstick, sistema di navigazione doppler AN/APN-131e modifiche alla strumentazione in cabina.
Il radar R-14A aveva anche la modalità di inseguimento del terreno, molto utile per le missioni d'attacco a bassa quota. Questa versione era riconoscibile dal muso allungato con ogiva molto più grande per il nuovo radar.
Il motore era un Pratt & Whitney J75-P-19W da 6 492 kg di spinta a secco, 11.123 kg con postbruciatore e 12 031 kg con iniezione d'acqua.
Le dimensioni erano le stesse degli F-105B a parte la lunghezza portata a 19,6 m.
Il peso a vuoto era di 12 192 kg, massimo al decollo di 23 988 kg.
Il carrello era stato rinforzato per sopportare il maggiore peso.
L'F-105D aveva una velocità massima di 2 208 km/h (Mach 2,08) a 11 000 m e 1 346 km/h (Mach 1,1) al livello del mare.
La quota di tangenza era di 14.783 m.
La capacità di carburante interna era di 3.878 litri, totale di 11.249 litri.
L'autonomia di trasferimento era di 3.846 km, il raggio d'azione di 1.480 km con i serbatoi esterni.
Nel 1962 gli F-105D vennero modificati con l'installazione sopra al muso di un ricettacolo per rifornimento in volo con il sistema ad asta rigida usato dagli aerei cisterna KC-135 dell'USAF. Venne mantenuta anche la sonda retrattile.
La capacità di carico era di 7 605 kg.
Una configurazione possibile comprendeva 16 bombe M117, sei al pilone ventrale, quattro ai piloni alari interni ed una ai piloni alari esterni.
Ai piloni alari esterni potevano essere montati dei pod ECM Hughes ALQ-71 o General Electric ALQ-87.
Il primo volo di un F-105D (58-1146) avvenne il 9 giugno 1959.
Vennero prodotti 610 aerei di questa versione, l'ultimo nel 1964.
Inizialmente gli F-105D avevano un ricevitore LORAN AN/ARN-85 che si rivelò poco affidabile per cui nel 1969 su trenta aerei venne sostituito dal nuovo ricevitore AN/ARN-92 posto in una carenatura dorsale. Sugli stessi aerei venne installato il nuovo radar R-14K. Questi aerei modificati furono denominati Thunderstick II ed avevano una precisione nel bombardamento molto elevata, con un cerchio d'errore medio di soli 15 m.
Il primo F-105D Thunderstick II volò nel 1969, l'ultimo venne consegnato all'USAF nel luglio 1971. Non furono mai impiegati in combattimento nel Sud Est Asiatico.
- RF-105D

Versione da ricognizione derivata dall'F-105D non prodotta in serie.
- F-105E

Versione biposto da addestramento derivata dall'F-105D non prodotta in serie.
La Republic presentò all'USAF un mock-up ricavato dal mock-up dell'F-105C.
L'USAF a fine 1958 ordinò ventisei F-105E ma l'anno successivo la versione venne cancellata per riduzione costi.
- F-105F

Versione biposto da addestramento derivata dall'F-105D con la stessa avionica, armamento e possibilità di impiego operativo.
Questa versione era riconoscibile dal muso allungato con due posti in tandem con tettucci separati.
Il motore era lo stesso degli F-105D.
Le dimensioni erano le stesse degli F-150D a parte la lunghezza portata a 20,4 m e l'altezza aumentata a 6,1 m per l'aumento delle dimensioni della deriva allo scopo di migliorare la stabilità.
Il peso a vuoto era di 13 810 kg, massimo al decollo di 24 779 kg.
Il carrello era stato rinforzato per sopportare il maggiore peso.
La capacità di carburante interna e di rifornimento in volo erano le stesse degli F-105D.
Le prestazioni erano le stesse degli F-105D, esclusa l'autonomia di trasferimento ridotta a 3.363 km.
Il primo volo di un F-105F (62-4412) avvenne l'11 giugno 1963, l'aereo arrivò a Mach 1,1.
Il 23 dicembre 1963 il primo F-105F venne consegnato all'USAF al 4th TFW sulla base di Seymour-Johnson nella Carolina del nord.
Venne assegnato almeno un F-105F ad ogni squadrone equipaggiato con F-105D.
Vennero prodotti 143 aerei di questa versione, l'ultimo nel gennaio 1965 che fu l'ultimo Thunderchief prodotto.
- EF-105F (F-105F Wild Weasel II)

Prima versione biposto cacciabombardiere ognitempo ottimizzata per le missioni Wild Weasel.
Gli EF-105F erano degli F-105F dotati di un ricevitore radar d'allarme (Radar Homing and Warning, RHAW) Itek AN/APG-25/26, equipaggiamenti da contromisure elettroniche per confondere i radar nemici e missili antiradar AGM-45 Shrike ai piloni alari esterni.
Il primo volo di un EF-105F avvenne il 15 gennaio 1966.
Nel giugno 1967 la denominazione non ufficiale EF-105F venne sostituita dalla denominazione ufficiale F-105F (WW).
Nel 1968 gli F-105F (WW) vennero modificati per impiegare i missili AGM-78 Standard.
86 F-105F vennero convertiti in questa versione.
- F-105G Wild Weasel III

Nuova versione biposto cacciabombardiere ognitempo ottimizzata per le missioni Wild Weasel.
Si distingue dall'F-105F per le carenature ai lati della fusoliera inferiore contenenti le apparecchiature da contromisure elettroniche Westinghouse AN/ALQ-105, questa modifica permetteva di evitare l'uso di pod ECM esterni.
Il sistema ECM AN/ALQ-105 era in pratica lo stesso del pod Westinghouse AN/ALQ-101.
Gli F-105G avevano due nuovi ricevitori radar d'allarme, un Itek AN/APG-35/36 con quattro antenne sotto al muso ed un Loral AN/APN-31 con antenne nelle estremità alari.
Venne installato un sistema di acquisizione bersagli Bendix APS-107 e migliorata la strumentazione dell'Electronic Warfare Officer (EWO).
Il peso a vuoto era di 14 200 kg, massimo al decollo di 24 779 kg.
La capacità di carburante interna era ridotta a 3.844 litri.
I sistemi per il rifornimento in volo erano gli stessi degli F-105D e F-105F.
Le prestazioni erano le stesse degli F-105F esclusa l'autonomia di trasferimento ridotta a 2 403 km.
Il primo F-105G (WA/62-4432) venne consegnato il nove giugno 1970.
Vennero prodotti 61 aerei di questa versione da conversioni di F-105F ed EF-105F.
Trenta F-105G vennero modificati con nuovi piloni alari interni per usare il missile antiradar AGM-78 Standard.

## Impiego
Il primo F-105B (54-0111) entrò in servizio nell'USAF il 27 maggio 1958 nel 335th Tactical Fighter Squadron “Chiefs” del 4th TFW sulla base di Seymour-Johnson nella Carolina del nord. In seguito vennero riequipaggiati coi Thunderchief anche gli altri squadron del 4th TFW, il 334th ed il 336th.
L'11 dicembre 1959 un F-105B stabilì il primato mondiale di velocità su un percorso di 100 km con 1.957,316 km/h. L'aereo era pilotato dal Brig. Gen. Joseph Moore (comandante del 4th TFW) che per quest'impresa vinse il trofeo Bendix.
A causa della maggiore complessità rispetto agli aerei della generazione precedente, i primi Thunderchief presentarono inizialmente molti problemi di affidabilità dell'avionica e dei motori arrivando ad un primato negativo di 150 ore per uomo di manutenzione per ogni ora di volo.
Si arrivò al punto che nel 1960 l'USAF dovette mettere a terra i Thunderchief per carenza di pezzi di ricambio.
La situazione migliorò nettamente col progetto Optimize per migliorare affidabilità e manutenibilità. In compenso il Thunderchief fu il primo aereo dell'USAF a completare il primo anno di servizio senza incidenti gravi.
L'F-105D riprese il servizio nell'USAF il 28 settembre 1960 sempre nel 335th Tactical Fighter Squadron del 4th TFW sulla base di Seymour-Johnson, ove vennero dichiarati operativi nel 1961.
Gli F-105D negli USA vennero assegnati anche al 23rd TFW sulla base di McConnell in Kansas ed al 4520th CCTW sulla base di Nellis in Nevada.
In Europa gli F-105D vennero assegnati al 36th TFW sulla base di Bitburg ed al 49th TFW sulla base di Spangdahlem, entrambe in Germania, dove rimasero in servizio fino al 1967.
A causa dei numerosi incidenti gli F-105D vennero messi a terra nel dicembre 1961 e poi nel giugno 1962.
In estremo oriente alla fine del 1962 gli F-105D vennero assegnati in Giappone al 18th TFW sulla base di Kadena, sull'isola di Okinawa, e all'inizio del 1963 all'8th TFW sulla base di Itazuke, che all'inizio del 1964 venne trasferito sulla base di Yokota.
Con l'arrivo degli F-105D gli F-105B vennero trasferiti all'Air National Guard, cosicché gli ultimi F-105B vennero radiati dal Tactical Air Command nel 1964. I primi esemplari della versione B vennero assegnati il 16 aprile 1964 al 141st TFS del 108th TFW della New Jersey Air National Guard sulla base di McGuire.
Anche gli F-105D presentarono inizialmente molti problemi di affidabilità, tanto da guadagnarsi il soprannome di “Thud” (tonfo) con riferimento allo schianto a terra in caso d'incidente. Molti problemi vennero risolti tramite numerose modifiche agli impianti elettrico, idraulico e carburante introdotte sui nuovi F-105D durante la produzione. Tra il 1962 ed il 1964 col progetto Look Alike i primi F-105D e F-105F vennero modificati portandoli alla stessa configurazione. Col progetto Look Alike la capacità di carico dell'F-105D venne portata da quattro a sedici bombe M117 da 372 kg ai piloni alari esterni e ventrale. Venne inoltre introdotta la possibilità di impiegare i missili aria-superficie AGM-12 Bullpup ai piloni alari interni ed esterni.
A causa di un incidente mortale ad un F-105 dei Thunderbirds avvenuto il 9 maggio 1964, tutti i Thunderchief vennero messi a terra per due mesi.
L'inchiesta rivelò che la causa era stata un cedimento strutturale di una parte della fusoliera che, per rimediare, venne rinforzata su tutti i Thunderchief col progetto Backbone. Fu altresì notato che lo stesso esemplare tempo prima era rimasto coinvolto in un incidente durante un rifornimento in volo: infatti, il "cestello" del rifornimento a causa della turbolenza era andato a sbattere sul dorso e i danni provocati in un primo momento non erano stati considerati adeguatamente rilevanti.
Alcuni problemi al motore ed al sistema carburante vennero risolti solo nel 1967.
Con l'impiego durante la guerra del Vietnam, cambiarono le missioni previste per i Thunderchief, da bombardiere nucleare a bombardiere convenzionale.
La versione finale dell'F-105D, la Thunderstick II, fu assegnata al 23rd TFW a McConnell a partire dal marzo 1970 fino al 1972, poi i relativi esemplari furono passati al 457th TFS del 301st TFW dell'Air Force Reserve sulla base di Carswell in Texas dove rimasero finché vennero radiati alla fine del 1982.

### La guerra del Vietnam

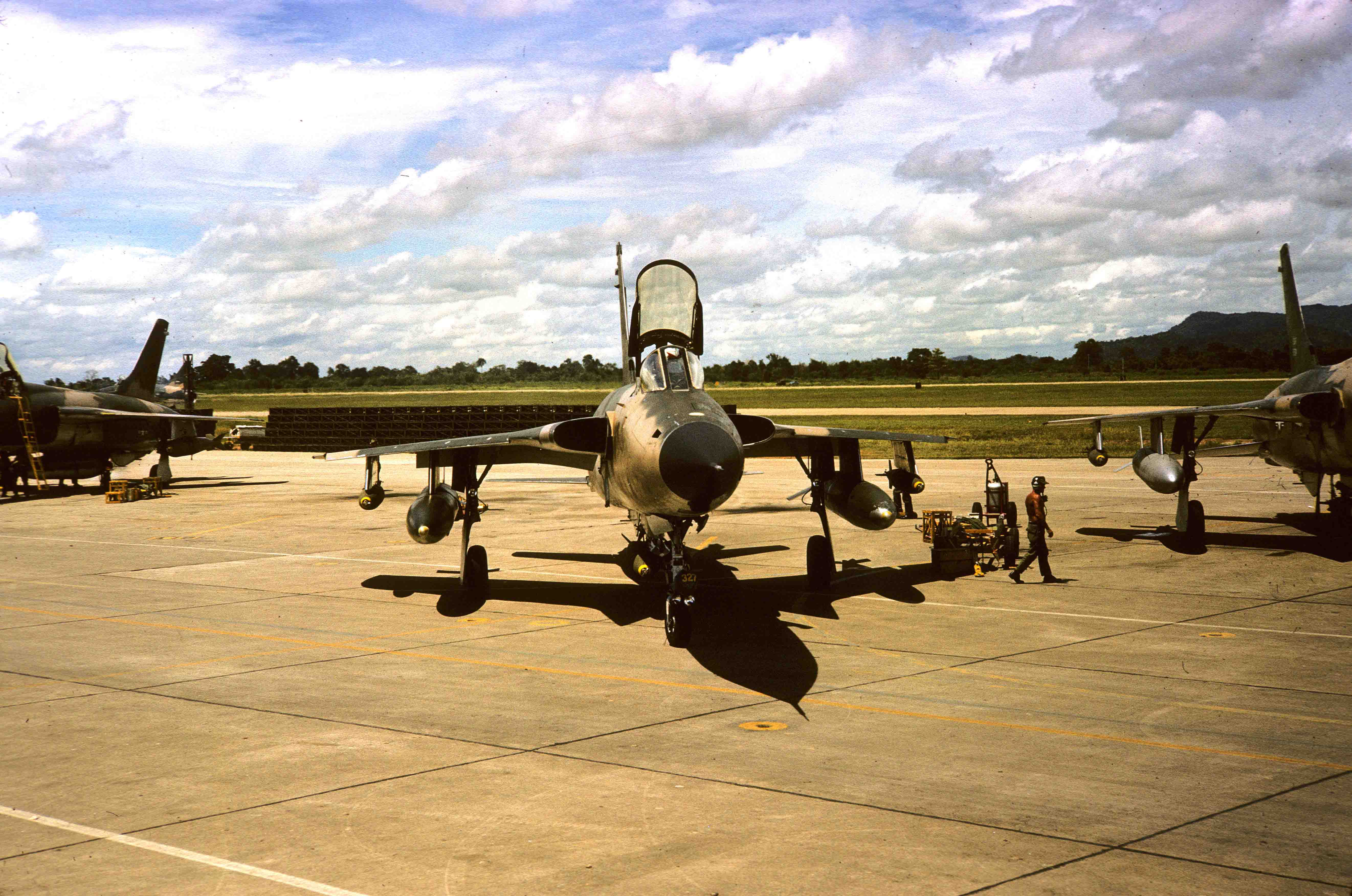
F-105 a Takhli nel 1966

Nonostante i problemi iniziali il Thunderchief venne ampiamente impiegato nel sudest asiatico come bombardiere, ruolo in cui era nettamente superiore all'F-100 Super Sabre per velocità, raggio d'azione e capacità di carico. Gli unici F-105 che non furono mai impiegati nel sudest asiatico erano quelli della versione B.
I primi 8 F-105D distaccati dal 36th TFS dell'8th TFW di Yokota arrivarono alla base thailandese di Korat il nove agosto 1964, cinque giorni dopo l'incidente del Tonchino che portò ad un impegno diretto degli USA in questa guerra.
Seguirono altri rischieramenti di F-105D e F-105F distaccati da stormi di base negli USA ed in Giappone ed inviati a due stormi provvisori in Thailandia, il 6234th TFW sulla base di Korat col 12th TFS, 36th TFS e 67th TFS, ed il 6235th TFW sulla base di Takhli col 334th TFS, 336th TFS e 354th TFS.
Nella loro prima missione, il 14 agosto 1964, 8 F-105D dell'86th TFS vennero impiegati in una missione RESCAP in appoggio ad un T-28 dell'Air America. Un Thunderchief, l'esemplare 62-4371, venne colpito da una batteria AAA da 37 mm, riuscì a tornare alla base dove inizialmente fu decretato il ritiro dal servizio a causa degli estesi danni subiti.
La prima missione di bombardamento degli F-105D, insieme agli F-100, avvenne il 14 dicembre 1964, fu un'operazione limitata di bombardamento di obiettivi nel Laos centrale. In questa occasione tutti gli F-105 rientrarono alla base. La prima perdita di un F-105D si ebbe il 13 gennaio 1965 con l'esemplare 62-4296.
La prima missione dei Thunderchief sul Vietnam del Nord avvenne l'8 febbraio 1965.

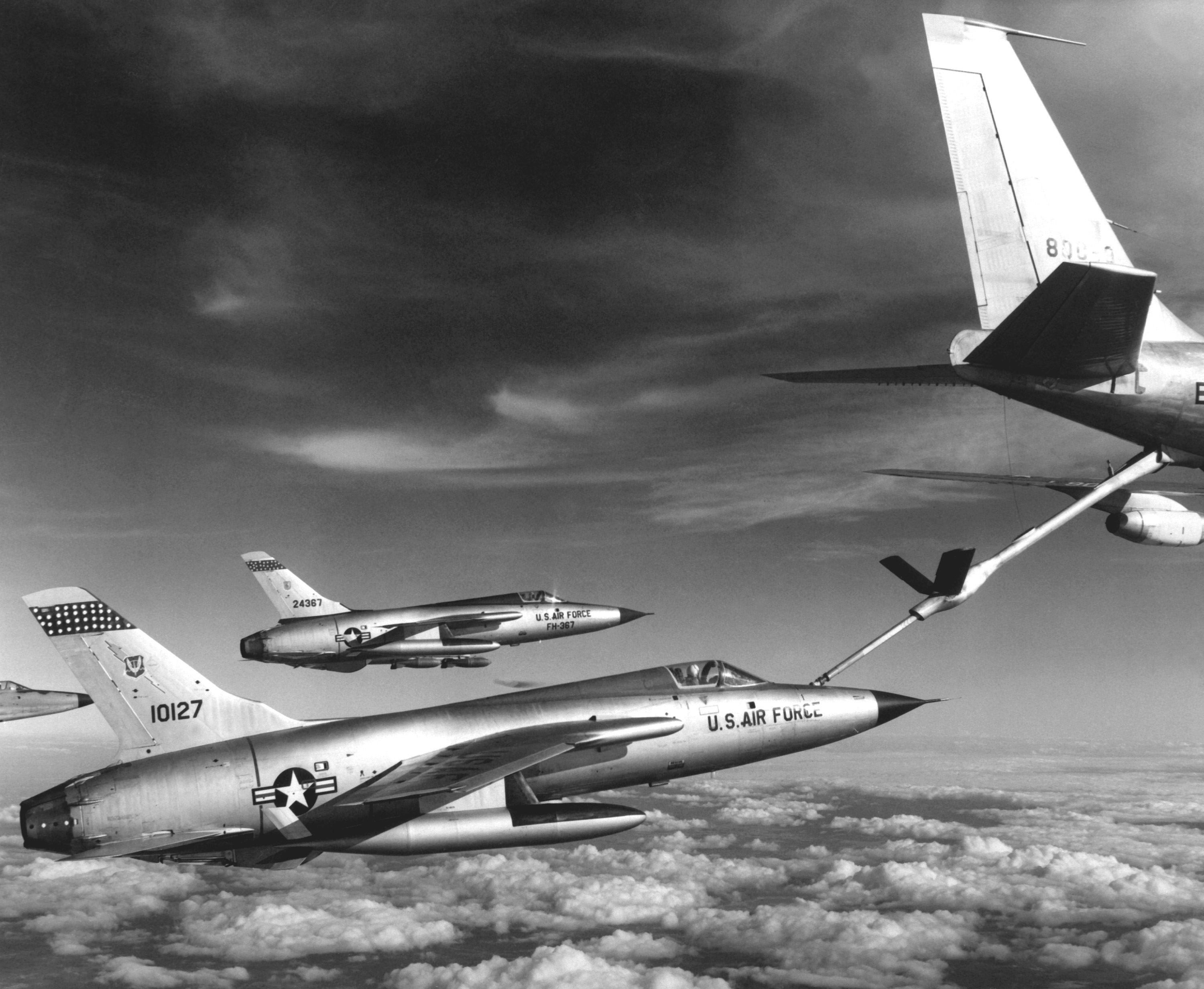
Rifornimento in volo di F-105D, questo processo avveniva spesso 45 minuti dopo il decollo. Il velivolo in primo piano (61-0127) fu abbattuto a causa dell'artiglieria antiaerea il 5 luglio 1967. Quel giorno il velivolo era pilotato dal maggiore Wayne Waddel del 354th TFS, che divenne un prigioniero di guerra. Il Thunderchief in secondo piano, (62-4367) venne abbattuto il 14 luglio 1968, quando il maggiore R K Hanna del 333rd TFS venne colpito durante un mitragliamento notturno, successivamente il pilota venne recuperato. (USAF)

Con l'inizio dell'Operazione Rolling Thunder il 1º marzo 1965 molti F-105D vennero trasferiti sulle basi thailandesi di Korat e Takhli.
A seguito dell'intensificarsi delle operazioni sul Vietnam del Nord, l'USAF decise di costituire dei nuovi stormi fissi sulle basi di Korat e Takhli. 
L'8 novembre 1965 venne costituito il 355th TFW sulla base di Takhli col 4th TFS, 34th TFS, 44th TFS (poi riclassificato Wild Weasel Squadron ed assegnato al 355th TFW), e 469th TFS, seguito l'8 aprile 1966 dal 388th TFW sulla base di Korat col 333th TFS, 354th TFS, 357th TFS e 367th TFS. Nel 1965 per limitare le perdite causate dalla contraerea venne aggiunto un ricevitore radar d'allarme (Radar Homing and Warning, RHAW) Itek AN/APG-25/26 con due antenne sotto al muso e due sulla deriva sopra il timone.
Abitualmente per le missioni di bombardamento sul Vietnam del Nord gli F-105D portavano due serbatoi da 1.700 litri ai piloni alari interni, un serbatoio da 1.474 litri nella stiva ventrale, sei bombe M117 da 372 kg al pilone ventrale e missili AIM-9 Sidewinder o pod ECM ai piloni alari esterni.
Un'altra configurazione molto usata comprendeva due bombe Mk84 da 907 kg ai piloni alari interni, un serbatoio da 1.474 litri nella stiva ventrale, uno da 2 457 litri al pilone ventrale e missili AIM-9 Sidewinder o pod ECM ai piloni alari esterni.
A volte venivano usati i missili AGM-12 Bullpup che però erano meno potenti ed affidabili.
Con l'avanzare del conflitto, i piloti escogitarono nuove tattiche, una di queste era la seguente: i Thunderchief attaccavano Hanoi arrivando a bassa quota e ad alta velocità da nord, dove una collina impediva ai nordvietnamiti l'uso dei radar e dei missili contraerei. I "Thuds" si esponevano però alla reazione dell'artiglieria contraerea e dei caccia nemici. Questa collina venne chiamata dai piloti americani “Thud Ridge”.

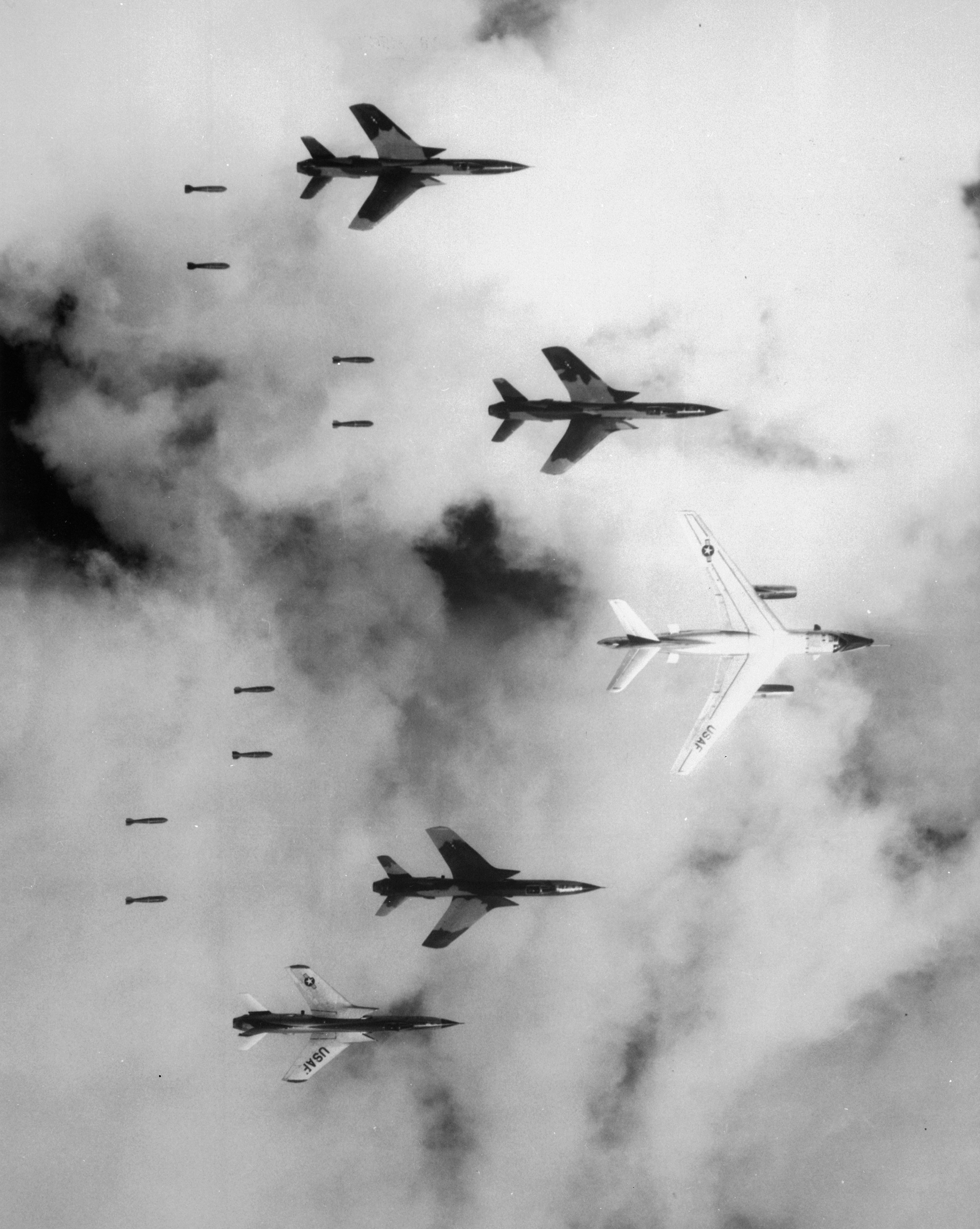
F-105D durante un bombardamento il 14 giugno 1966

Nonostante fosse stato progettato per il volo supersonico a bassa quota e non per i duelli aerei, l'F-105 si distinse tra il 29 giugno 1966 e il 19 dicembre 1967 in alcuni dogfights nei quali fu coinvolto, abbattendo in quel periodo 27,5 MiG-17, di cui 24,5 coi cannoni Vulcan e tre coi missili Sidewinder  Thunderchief MiG Killers, su geocities.com. URL consultato il 5 novembre 2008 (archiviato dall'url originale il 19 settembre 2008). La mezza vittoria fu condivisa tra l'F-105F S/N 63-8329 e l'F-4D Phantom II S/N 66-7601, il 19 dicembre 1967.
Durante le missioni di bombardamento gli F-4 Phantom II vennero usati come caccia di scorta ai Thunderchief, ma la mancanza di un cannone li mise in difficoltà nei duelli aerei ravvicinati coi MiG. Questo problema venne risolto con l'entrata in servizio della nuova versione F-4E armata di cannone Vulcan nel 1968.
I Vietnamiti affermarono di avere abbattuto 40 F-105, ma solo 17 sono stati confermati dall'USAF, cinque abbattuti da MiG-17 e dodici da MiG-21.
Gli F-105D impiegati in Vietnam vennero aggiornati con un nuovo sedile eiettabile e l'aggiunta di blindatura.
Il sistema idraulico si rivelò troppo vulnerabile perché le linee di entrambi i sistemi erano fisicamente vicine per cui spesso venivano danneggiate entrambe contemporaneamente, per rimediare venne aggiunto un terzo sistema idraulico con linee che passavano sul dorso dell'aereo. Inoltre gli attuatori degli stabilizzatori in caso di mancanza di pressione idraulica si bloccavano nella posizione di massima picchiata, vennero quindi modificati in modo che si bloccassero in posizione orizzontale.
A causa del clima caldo ed umido i Thunderchief, come molti altri aerei americani, avevano seri problemi di affidabilità dell'avionica e del sistema elettrico.
L'impiego intenso del motore portò ad un veloce logorio dello stesso, i pezzi di ricambio cominciarono a venir meno e le ispezioni delle 200 ore furono portate a 125. Il raffreddamento del postbruciatore si rivelò inadatto al clima caldo, ci furono alcuni casi di incendi al motore, molti aerei vennero modificati con due prese d'aria supplementari ai lati della fusoliera posteriore per risolvere questo problema.
Quattro F-105F vennero modificati col progetto Commando Nail con un radar R-14A ad alta risoluzione. A partire dal 24 aprile 1967 questi aerei vennero usati per attacchi notturni ognitempo a bassa quota contro obiettivi fortemente difesi da un'unità inquadrata nel 13th TFS del 388th TFW a Korat.
L'unità venne denominata “Ryan Raiders” in onore del Gen. John D. Ryan, comandante in capo della Pacific Air Force.

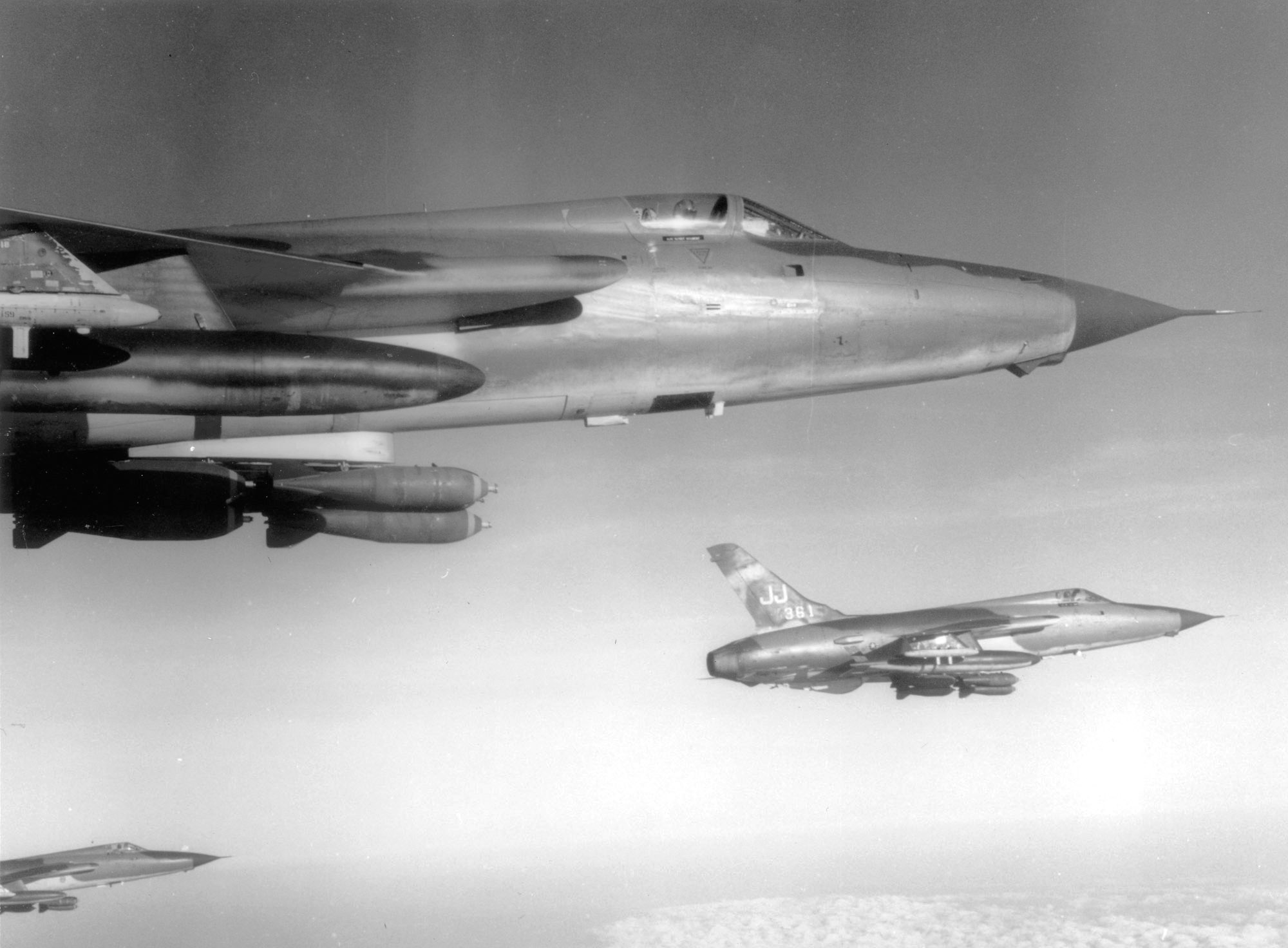
F-105 in rotta verso l'obiettivo

I Ryan Raiders svilupparono anche le tattiche d'attacco che avrebbero dovuto usare i bombardieri B-58 Hustler che però non vennero mai impiegati nel sudest asiatico.
Nel maggio 1967 un Ryan Raider venne abbattuto, in seguito un altro andò perso per un incidente, gli ultimi due vennero impiegati in attacchi notturni fino al marzo 1968 e successivamente convertiti in EF-105F Wild Weasel II.
Per limitare l'efficacia degli attacchi dei MiG, che seguivano rigidamente le indicazioni dei centri di controllo a terra, nel 1967 tredici F-105F vennero modificati col programma Combat Martin installando un disturbatore di comunicazioni radio VHF Hallicrafters QRC-128 soprannominato “Colonel Computer”. Queste apparecchiature erano installate al posto dell'EWO per cui gli aerei erano monoposto, sul dorso dietro l'abitacolo posteriore era presente un'antenna a lama dedicata.
Questi aerei vennero assegnati al 357th TFS del 355th TFW ed impiegati fino al novembre 1970
Un F-105F Combat Martin venne abbattuto nell'aprile 1968, gli altri vennero convertiti in EF-105F Wild Weasel II.
A causa dello scarseggiare dei Thunderchief, l'USAF iniziò ad usare per le missioni di bombardamento sul Vietnam del Nord gli F-4 Phantom II, equivalenti come prestazioni e carico bellico ma meno vulnerabili perché bimotori e meglio armati per l'autodifesa con missili Sidewinder e AIM-7 Sparrow.
Nell'ottobre 1968 il 388th TFW di Korat iniziò il passaggio all'F-4E, gli F-105 vennero trasferiti al 355th TFW a Takhli. Sempre il 31 ottobre 1968 si concluse l'Operazione Rolling Thunder nella quale gli F-105 sostennero il 75% delle missioni.
L'ultimo F-105D perso nel conflitto Vietnamita fu il 23 settembre 1970 con l'esemplare S/N 61-0153, mentre l'ultima missione fu compiuta il 6 ottobre 1970. 
Il 10 dicembre 1970, col rientro negli USA dell'ultimo F-105D, il 355th TFW venne disattivato.
I Wild Weasel vennero trasferiti al 6010th Wild Weasel Squadron a Korat, rinominato 17th WWS a fine 1971.
L'Ultimo F-105G Thunderchief perso in azione fu l'esemplare S/N 63-8359, venne abbattuto il 16 novembre 1972.
Gli ultimi F-105G lasciarono definitivamente il sudest asiatico il 29 ottobre 1974.
Complessivamente vennero inviati nel sudest asiatico 400 Thunderchief che compirono più di 20.000 missioni.
L'impiego dei Thunderchief in missioni d'attacco a bassa quota contro obiettivi fortemente difesi causò perdite molto elevate, nell'arco del conflitto furono persi un totale di 395 Thunderchief: 312 dovute a contraerea e missili SA-2, 22 dovute ai MiG e 61 per varie cause. 283 F-105D vennero abbattuti e 52 persi per incidenti in missione, 37 tra F-105F e F-105G, compresi un Commando Nail ed un Combat Martin, vennero abbattuti e 10 persi per incidenti. Nonostante le perdite elevate, la percentuale di perdite degli F-105 nel complessivo della guerra fu dell'1%. 
130 tra piloti ed EWO di F-105 vennero uccisi o dispersi in azione, 90 fatti prigionieri e restituiti alla fine della guerra nel 1973.

### Wild Weasel

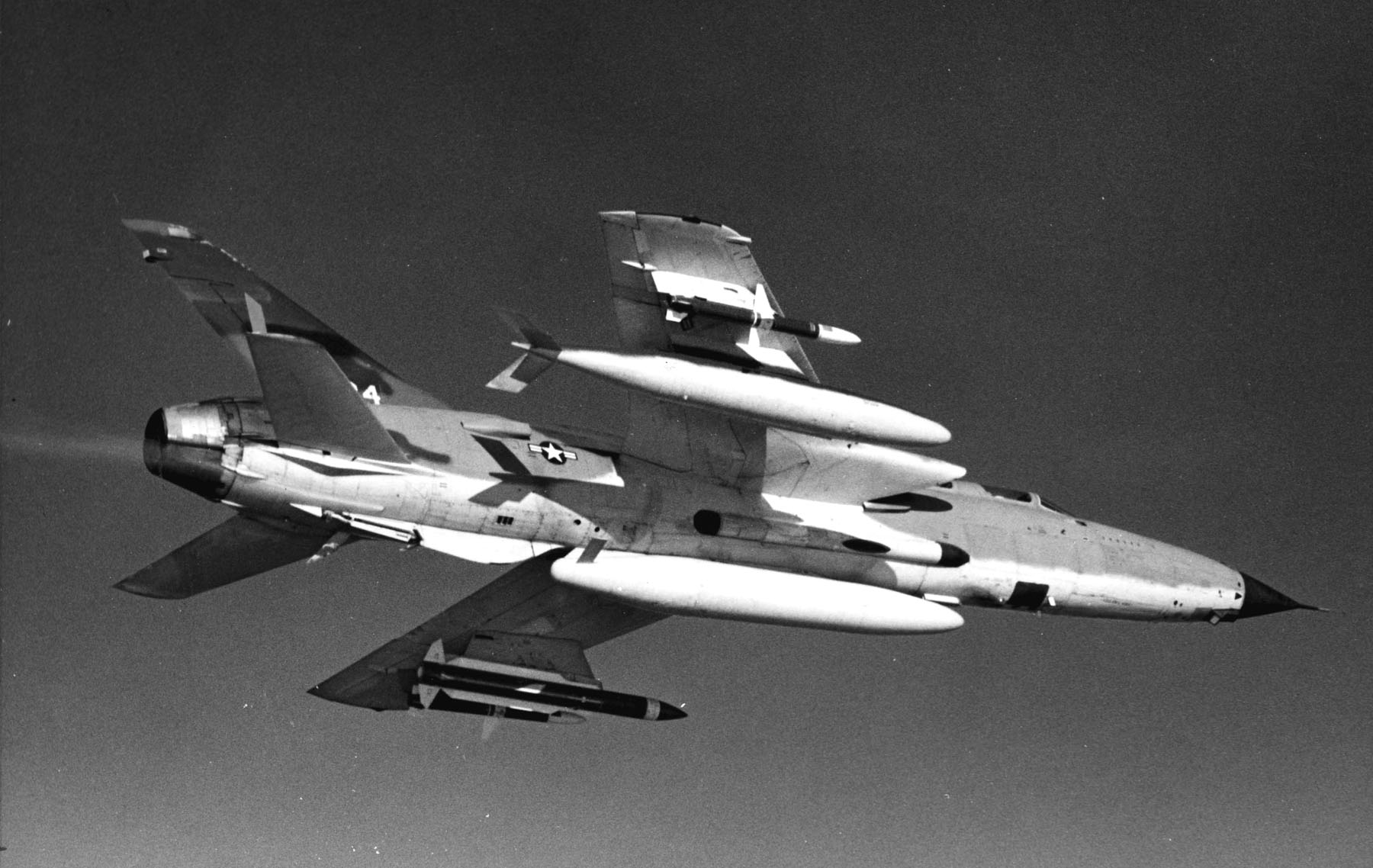
F-105G in volo

Per limitare le perdite causate dai missili contraerei SA-2 Guideline, l'USAF decise di costituire dei reparti specializzati nella localizzazione e distruzione dei radar che li guidavano.
I primi aerei utilizzati per queste missioni a partire dall'autunno 1965 furono degli F-100F Super Sabre denominati Wild Weasel I. Questi aerei erano dotati di ricevitore radar d'allarme (Radar Homing and Warning, RHAW) Itek AN/APG-25/26.
La missione consisteva nel localizzare i radar e segnalarli con razzi fumogeni agli F-105 che li attaccavano con bombe ed i cannoni di bordo, spesso però i Super Sabre partecipavano anche all'attacco.
Le limitate velocità massima ed autonomia del Super Sabre, molto inferiori a quelle dell'F-105, limitavano l'efficacia delle missioni, per cui l'USAF ordinò una nuova versione del Thunderchief progettata espressamente per questo ruolo.
I primi undici EF-105F Wild Weasel II arrivarono nel sudest asiatico nel giugno 1966, cinque vennero assegnati al 13th TFS a Korat e sei al 354th TFS a Takhli.
Inizialmente un EF-105F scortava gli F-105D in missione per proteggerli dalla contraerea. Questo portò ad una riduzione delle perdite degli F-105D ma cinque EF-105F vennero abbattuti tra luglio ed agosto 1966.
La configurazione abituale prevedeva un missile AGM-45 Shrike ad un pilone alare esterno, un pod ECM all'altro, due serbatoi da 1.700 litri ai piloni alari interni e bombe al pilone ventrale.
Si passò ad una nuova tattica che prevedeva l'uso di EF-105F e F-105D assieme in missioni definite Iron Hand per distruggere le batterie contraeree prima delle missioni d'attacco.
I Wild Weasel distruggevano i radar e gli F-105D il resto delle batterie contraeree.
Capt. Merlyn Hans Dethlefsen e Capt. Kevin “Mike” Gilroy vennero decorati perché il 10 marzo 1967 ai comandi di un EF-105F (63-8352) dopo che l'aereo era stato danneggiato dalla contraerea rimasero sull'obiettivo fino alla distruzione della batteria nemica.
Capt. Leo K. Thorness e Capt. Harold Johnson vennero decorati con la Medaglia D'Onore del Congresso perché il 19 aprile 1967 ai comandi di un EF-105F (63-8301) in una missione di recupero dell'equipaggio di un altro Wild Weasel abbattuto, abbatterono due MiG-17 e dopo avere esaurito la munizioni rimasero sul posto per attirare su di sé altri MiG allontanandoli dagli elicotteri di soccorso.
I primi F-105G Wild Weasel III arrivarono nel sudest asiatico a metà del 1970 e vennero assegnati al 44th TFS del 355th TFW sulla base di Takhli, alla fine del 1970 vennero assegnati al 6010th Wild Weasel Squadron a Korat, rinominato 17th WWS nel 1971, altri Wild Weasel vennero assegnati al 561st TFS.
La configurazione abituale prevedeva un missile AGM-78 Standard ad un pilone alare interno, un serbatoio da 1.700 litri all'altro, due missili AGM-45 Shrike ai piloni alari esterni ed un serbatoio da 2.457 litri al pilone ventrale.
Durante le missioni d'attacco i Wild Weasel erano i primi ad arrivare sull'obiettivo per eliminare la contraerea e si ritiravano per ultimi, restando in zona se necessario per proteggere il recupero degli equipaggi di aerei abbattuti.
Gli ultimi Wild Weasel rientrarono il 29 ottobre 1974 e vennero assegnati al 35th TFW sulla base di George in California, dove vennero sostituiti dagli F-4G Wild Weasel V nel 1980.

### IThunderbirds
Nell'aprile 1964, gli F-100C Super Sabre, modello fino ad allora impiegato dalla pattuglia acrobatica USAF Thunderbirds, vennero sostituiti da nove F-105B Thunderchief modificati con l'eliminazione dell'armamento ed avionica relativa e l'aggiunta di zavorra al posto del cannone Vulcan e generatori di fumo.
Il 9 maggio 1964, durante la sesta esibizione coi Thunderchief sulla base di Hamilton in California, l'aereo del Capitano Gene Devlin (57-5801) si spezzò in volo, a seguito di quest'incidente mortale tutti gli F-105 dell'USAF vennero messi a terra per due mesi.
I Thunderbirds tornarono ad impiegare gli F-100D nel maggio 1964. Crash Sites

### Il ritiro dal servizio
Dopo la guerra del Vietnam i Thunderchief vennero relegati a compiti di seconda linea e passati all'ANG.
Molti F-105 erano stati  usati parecchio nel sudest asiatico per cui raggiunsero la fine della vita operativa prevista negli anni settanta.
In generale nell'USAF i Thunderchief vennero sostituiti dagli F-4 Phantom II, gli F-105G Wild Weasel III vennero sostituiti dagli F-4G Wild Weasel V.
Tra il 1969 ed il 1971 il 457th TFS del 23rd TFW ricevette gli F-105D Thunderstick II.
Nell'ottobre del 1970 gli F-105D e F-105F del 355th TFW di Takhli rientrarono negli USA e vennero assegnati al 23rd TFW sulla base di McConnell in Kansas.
Nel giugno 1970, gli F-105B vennero assegnati al 119th TFS del 177th TFG della New Jersey Air National Guard.
Nel gennaio 1971 i Thunderchief vennero passati al 127th TFS del 184th TFTG della Kansas Air National Guard sulla base di McConnell.
Il 19 febbraio 1971 i Thunderchief vennero assegnati al 149th TFS del 192nd TFG della Virginia Air National Guard sulla base di Byrd Field presso Richmond, dove rimasero in servizio finché vennero sostituiti dagli A-7D Corsair II nel 1982.
Nel luglio 1971 i Thunderchief vennero assegnati al 121st TFS del 113rd TFG della District of Columbia Air National Guard sulla base di Andrews nel Maryland, dove rimasero in servizio finché vennero sostituiti dagli F-4D Phantom II nel marzo del 1982.
All'inizio del 1972 gli F-105B vennero assegnati al 466th TFS del 508th TFG sulla base di Hill nello Utah.
Nel giugno del 1972 gli F-105D vennero assegnati al 507th TFG sulla base di Tinker in Ohlahoma, disattivato nel marzo 1973.
Nel luglio del 1973 gli F-105F e F-105G Wild Weasel vennero assegnati al 35th TFW sulla base di George in California, dove rimasero in servizio finché vennero sostituiti dagli F-4G a partire dal settembre 1977, l'ultima missione di un Thunderchief di George AFB avvenne il 27 giugno 1980, lasciando così il servizio di prima linea con il Tactical Air Command, vennero poi trasferiti al 128th TFS del 116th TFW della Georgia Air National Guard sulla base di Dobbins.
Nell'agosto del 1973 gli F-105D Thunderstick II vennero assegnati al 301st TFG sulla base di Carswell in Texas, dove rimasero in servizio finché vennero sostituiti dagli F-4E nel 1981.
Gli ultimi F-105B in servizio nel 144th TFS della New Jersey Air National Guard vennero radiati e sostituiti dagli F-4D Phantom II nella primavera del 1981.
Nel 1980 i Wild Weasel del 128th TFS del 116th TFW della Georgia Air National Guard vennero radiati e sostituiti dagli F-4G Wild Weasel V, l'ultimo F-105F venne radiato il 23 maggio 1983 e con esso termina definitivamente il servizio presso l'ANG.
Gli ultimi F-105B, D, F vennero assegnati al 508th TFG sulla base di Hill.
Il 5 gennaio 1980 volando verso il Museo di Volk Field nel Wisconsin, compie l'ultimo volo l'F-105B, ed esattamente l'esemplare S/N 57-5838 Xanadu.
Invece l'ultimo volo di un F-105D avviene il 3 ottobre 1983 ed esattamente con l'esemplare 62-4347 Stardust 6. Questo esemplare è anche quello che ha totalizzato il maggior numero di ore volate: più di 6.900. Sempre questo esemplare fu consegnato all'USAF il 22 luglio 1963.
Il ritiro dal servizio definitivo si ebbe il 25 febbraio 1984 con una flight di tre esemplari biposto sopra il cielo dello Utah: S/N 63-8261, S/N 63-8287 e il 63-8309.
Quasi tutti i Thunderchief radiati vennero inviati all'Aerospace Maintenance and Regeneration Center (AMARC) sulla base USAF di Davis-Monthan in Arizona, furono demoliti 109 esemplari, 103 invece sono quelli conservati presso vari enti in America ed Europa, sfortunatamente nessuno di questi esemplari è più in condizioni di volo.

## Livree
Gli F-105 erano inizialmente in metallo naturale, cioè gli aerei non venivano verniciati oppure veniva usato un colore argento su tutto l'aereo. A partire dal 1965 nel sud-est asiatico venne introdotta una colorazione usata per la maggior parte dei caccia ed aerei d'attacco al suolo con le superfici superiori e laterali a chiazze di marrone FS30219, verde scuro FS34079, verde medio FS34102 e grigio chiaro FS36622 per tutte le superfici inferiori.
La stessa colorazione venne poi adottata dall'USAF in tutto il mondo.
A fine anni settanta si è passati ad una colorazione con gli stessi colori ma “wrap-around” cioè estesa a tutto l'aereo, già usata in Vietnam dagli F-105F Commando Nail.

### Periodici
- (EN) The Five is the Thunderchief, in Flight, Sutton, Surrey - UK, Reed Business Information Ltd.,  pp. 204-12. URL consultato il 9 novembre 2013.